# Cantón de Melle
El cantón de Melle es una división administrativa francesa, situada en el departamento de Deux-Sèvres y la región de Poitou-Charentes.

## Geografía
El cantón está organizado alrededor de Melle dentro del Distrito de Niort. Su altura media es de 155 m yendo de los 57 de Mazières-sur-Béronne a los 183 de Saint-Léger-de-la-Martinière.

## Composición
El cantón lo componen un grupo de 12 comunas y cuenta con 9 187 habitantes (población legal en 2006).
- Chail
- Maisonnay
- Mazières-sur-Béronne
- Melle
- Paizay-le-Tort
- Pouffonds
- Saint-Génard
- Saint-Léger-de-la-Martinière
- Saint-Martin-lès-Melle
- Saint-Romans-lès-Melle
- Saint-Vincent-la-Châtre
- Sompt

- Datos: Q1726204